# ورچن
ورچن (به آلمانی: Verchen) یک شهر در آلمان است که در مکلنبورگ-فورپومرن واقع شده‌است.

## خصوصیات
ورچن ۱۱٫۶۸ کیلومترمربع مساحت دارد ۱ متر بالاتر از سطح دریا واقع شده‌است.